# Адельгейм, Евгений Георгиевич
Евгений Георгиевич Адельгейм (1 [14] ноября 1907, Киев — 13 января 1982, Киев) — украинский советский литературовед и критик.

## Биография
Родился в Киеве 1 (14) ноября 1907 года. В 1931 году окончил Киевский университет. Участник Великой Отечественной войны. 
Исследовал творчество Н. Бажана, В. Эллана-Блакитного, А. Корнейчука, И. Кочерги, В. Маяковского и других писателей. В послевоенные годы подвергся преследованиям как «безродный космополит». Интересовался проблемами теории социалистического реализма, художественного мастерства, психологии творчества. Главные работы: «Два драматурги» (1938), «Владимир Маяковский» (1941), «Время и память» (1973). С его предисловием вышло издание поэзии М. Семенко (1985). Отмечен государственными наградами.
Умер в Киеве 13 января 1982 года. Похоронен на Байковом кладбище.

## Сочинения
- Микола Бажан. — Киев, 1974.
- Николай Николаевич Ушаков: вступительная статья / Е. Г. Адельгейм // Стихотворения и поэмы / Николай Ушаков. — Л.: Советский писатель, 1980. — С. 5—53.
- Крізь роки. — Киев, 1987.

## Семья
Жена — Ирина Евгеньевна Гитович (1938—2021), чеховед. Дочь — Ирина Адельгейм, литературовед.